# Dualisme (eksperimentalfilm)
Dualisme er en dansk eksperimentalfilm fra 1962 instrueret af Flemming la Cour.

## Handling
Denne artikel mangler et handlingsreferat. Hjælp os med at skrive det.